# Wilhelm Dahlgren (ingenjör)

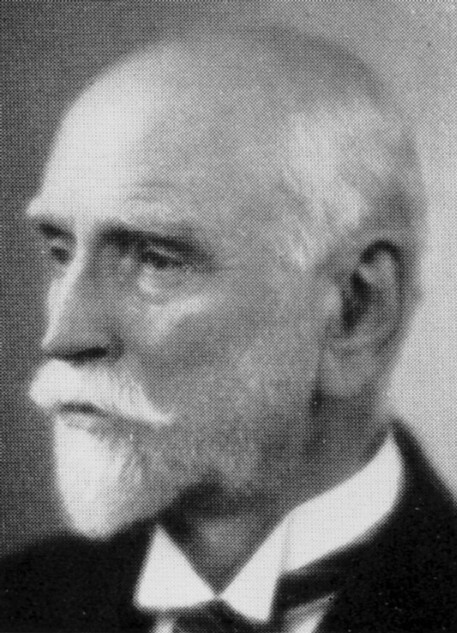
Wilhelm Dahlgren.

Johannes Wilhelm Dahlgren, född 20 januari 1858 i Hammarö socken i Värmlands län, död 26 augusti 1949 i Danderyds församling i Stockholms län, var en svensk ingenjör.

## Biografi

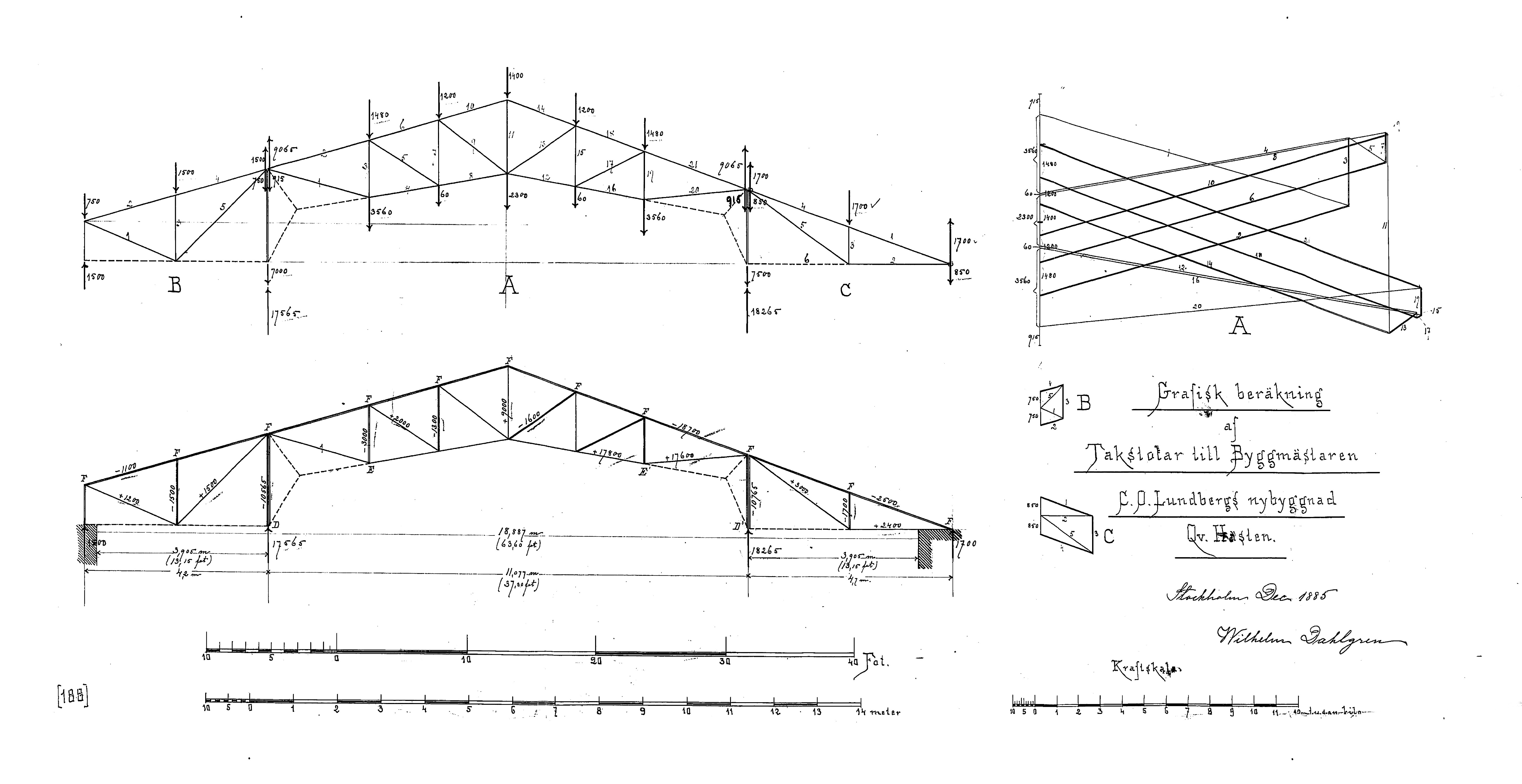
Konstruktionsritning för Sveasalens takstolar, 1885.

Wilhelm Dahlgren studerade vid Karlstads högre elementarläroverk 1868–1875, vid mekaniska avdelningen vid teknologiska institutet 1876–1880, från 1877 tekniska högskolan i Stockholm (KTH). Han var anställd som ritare hos Johan Erik Cederblom 1880–1883 och hade egen konstruktionsbyrå för värme- och ventilationssystem från 1883, "Wilhelm Dahlgrens ingenjörskontor", vilken hade lokaler på Strömsborg i Stockholm (kontoret övertogs 1932 av C.A.A Hammarwall).
Vid 1800-talets slut specialiserade sig Dahlgren en tid på varmluftsugnar som då ofta kom till användning för uppvärmning av offentliga byggnader. Han lanserade därvid bland andra nya konstruktioner en ny typ kallad ”Dahlgrens kalorifer”. Bland de större projekt han genomförde i Stockholm kan nämnas Kungliga Operan, Dramatiska teatern, Riksdagshuset i Stockholm, Riksbanken, Nordiska museet, Stockholms stadshus, Sophiahemmet, Sabbatsbergs sjukhus, de flesta Stockholmsskolorna och flera av kyrkorna i Stockholm.
Dahlgren var en av stiftarna av Svenska värmetekniska föreningen 1909, och senare dess ordförande. I dess Tidskrift för värme-, ventilations- och sanitetsteknik, VVS, publicerade han flera artiklar. Mest uppmärksamhet fick hans 1922 med Ingenjörsvetenskapsakademiens mindre guldmedalj belönade undersökning Temperaturkurvor för olika orter i Sverige och deras värmetekniska betydelse. En av sina största anläggningar, Stockholms stadshus uppvärmning och ventilation, har han skildrat i minnesskriften över detta bygge (1923).

## Utmärkelser
Wilhelm Dahlgren utnämndes till riddare av Vasaorden 1906.